# Anisodera gracilis
Anisodera gracilis es un coleóptero de la familia Chrysomelidae.
Fue descrita científicamente por primera vez en 1840 por Guérin-Menéville.